# Толкунова, Ирина Ивановна
Ирина Ивановна Толкунова (род. 2 июня 1971, Москва) — российская и казахстанская ватерполистка, бронзовый призёр Олимпийских игр. Заслуженный мастер спорта России.

## Карьера

### Клубная карьера
Поступив в Московский государственный университет, выступала за СКИФ.
Победитель чемпионатов России 1995-1998 годов, обладатель кубков России 1994-1997.
Обладатель кубка европейских чемпионов 1997, кубка LEN Trophy, серебряный призёр кубка европейских чемпионов 1996.
Выступала за итальянский клуб «Volturno».

### Выступления за сборные
Участвовала в дебютных играх сборной СССР.
В составе сборной России стала серебряным призёром чемпионата Европы 1997, кубка мира 1997, бронзовым призёром чемпионата Европы 1999 и 2001.
На Олимпиаде в Сиднее Ирина в составе сборной России выиграла бронзовую медаль.
А на Олимпиаде 2004 года в Афинах уже в составе сборной Казахстана оказалась на 8 позиции.